# Sant Antoni de Pàdua de l'Hospital
Sant Antoni de Pàdua de l'Hospital és l'antiga capella de l'hospital de la vila de Prats de Molló, de la comuna de Prats de Molló i la Presta, a la comarca del Vallespir (Catalunya del Nord). Està situada a dins del clos murat de la vila de Prats de Molló, al costat de ponent de l'església parroquial de Santa Justa i Santa Rufina, al carrer de l'Hospici.